# Кристи Пуију
Кристи Пуију (Букурешт, 3. април 1967) румунски је филмски редитељ и сценариста. Са Анцом Пуију и Алексом Мунтеануом, 2004. године основао је компанију за производњу биоскопа, назвавши је Мандрагора.

## Биографија
Кристијан Емилијан Пуију је рођен у породици Јулијане и Емилијана у Букурешту, Румунија. Његово прво интересовање за уметност било је сликарство. Године 1992. примљен је као студент на сликарски одсек Високе школе уметности у Женеви. После прве године прелази на студије филма на истој школи, где је дипломирао 1996. године. Филмом је почео да се бави по повратку у Румунију.
Ожењен је Анком Пуију. Он и Анка имају троје деце: Смаранду, Илеану и Зои.
Пуију је дебитовао као редитељ 2001. године са нискобуџетним филмом пута Stuff and Dough (Marfa și banii), у којем су глумили Александру Пападопол и Драгош Буцур. Филм је добио неколико награда на међународним филмским фестивалима и такмичио се у секцији Quinzaines des Realisateurs Филмског фестивала у Кану. Неки критичари кажу да је ово филм који је покренуо румунски нови талас. Наставио је са кратким филмом Цигарете и кафа (Un cartuş de Kent și un pachet de cafea, 2004), који је награђен Златним медведом за најбољи кратки филм на Међународном филмском фестивалу у Берлину 2004. године.
Његов други играни филм, Смрт господина Лазарескуа (Moartea domnului Lăzărescu) (2005), била је мрачна комедија о болесном старцу кога колима хитне помоћи превозе од болнице до болнице целе ноћи, док лекари одбијају да га лече и испрати га. Филм је постигао велики успех, награђен је у оквиру Prix Un Certain Regard на Филмском фестивалу у Кану и бројним наградама на другим међународним филмским фестивалима.
Године 2006. овај филм је освојио 47 награда, неколико номинација на листама 10 најбољих америчких критичара и у француским часописима као што су Telerama и ЛLes Inrockuptibles.
Кристи Пуију је заједно са румунским писцем Разваном Радулескуом написао сценарије за своја играна филма, Stuff and Dough (2001) и The Death of Mr. Lazarescu (Смрт господина Лазарескуа, 2005). Пуију је самостално написао сценарио за свој кратки филм Cigarettes and Coffee (2004).
У сарадњи са Разваном Радулесцуом, Пуију је написао сценарио за Ники и Фло. Немачки редитељ Диди Данкварт је 2005. године базирао филм Offset по сценарију који је написао Пуију.
У наредних пет филмова планира да проучава љубав између мушкарца и жене, љубав према деци, љубав према успеху, љубав између пријатеља и телесну љубав. Цристи Пуију каже да је завршио синопсис за сваки од ових филмова. Други филм, Аурора, приказан је у секцији Ун Цертаин Регард на Филмском фестивалу у Кану 2010. године. Његов филм Сијераневада учествовао је у конкуренцији Филмског фестивала у Кану 2016.

## Награде
- 2005. Филмски фестивал у Кану – Награда Ун Цертаин Регард за смрт г. Лазарескуа [5]
- 2005. Међународни филмски фестивал у Чикагу – Сребрна Хуго посебна награда жирија за смрт г. Лазарескуа
- 2005. Међународни филмски фестивал у Копенхагену – Гран при жирија за Смрт г. Лазарескуа
- Међународни филмски фестивал у Рејкјавику 2005. – Награда за откриће године за Смрт г. Лазарескуа
- Међународни филмски фестивал у Берлину 2004
  - Златни медвед за најбољи кратки филм за Цигарете и кафа
  - Награда УИП Берлин (европски кратки филм) за Цигарете и кафа
- 2002. Први европски филмски фестивал у Анжеу – награда Проциреп за ствари и тесто
- 2002. Међународни фестивал независног филма у Буенос Аиресу – награда Абасто за ствари и тесто
- 2001 Филмски фестивал младог источноевропског филма у Котбусу
  - Финдлинг награда за Stuff and Dough
  - Специјална награда у такмичењу играних филмова за Stuff and Dough
- 2001 Солунски филмски фестивал – награда ФИПРЕСЦИ за Stuff and Dough

## Филмографија
Режисер
- 2020 Malmkrog
- 2016 Sieranevada[6]
- 2014 Bridges of Sarajevo (документарни филм)
- 2010 Aurora
- 2005 The Death of Mr. Lăzărescu (Moartea domnului Lăzărescu)
- 2004 Cigarettes and Coffee (Un cartuș de Kent și un pachet de cafea), short
- 2001 Stuff and Dough (Marfa și banii)